# El Diario de Aysén
El Diario de Aysén fue un periódico chileno de carácter local, editado en la ciudad de Coyhaique, capital de la Región de Aysén.

## Historia
El periódico fue fundado el 20 de agosto de 1975 por la Sociedad Periodística del Sur (Sopesur), y desde sus inicios ha informado a la población de la zona acerca de los principales acontecimientos noticiosos. Su primer director fue Pedro Soto, quien es reemplazado por Juan Miranda Rebolledo al año siguiente. Posteriormente la dirección del matutino sería asumida por Mónica Latorre Osorio.
El 17 de abril de 1981 las dependencias del diario sufren un incendio que destruye sus maquinarias de impresión. En ese año Sopesur se declara en quiebra, por lo que el empresario local Aldo Marchesse Campodónico, quien era miembro del directorio de El Diario de Aysén desde 1979, decide crear la Sociedad Periodística de Aysén para continuar con la publicación del periódico. En 1992 moderniza sus instalaciones, adquiriendo el sistema offset. Al fallecer Aldo Marchesse el 20 de octubre de 2000, la dirección del matutino fue asumida por su viuda, Gabriela Vicentini.
El Diario de Aysén fue testigo de noticias de gran importancia para la zona, tales como el avance en la construcción de la Carretera Austral, y el sismo y posterior tsunami que ocurrieron en Puerto Aysén el 21 de abril de 2007.
El 24 de diciembre de 2019, El Diario de Aysén anunció el cese de la publicación de su edición impresa, lo que lo llevaría a enfocarse completamente en su sitio web. El cambio se hizo efectivo el 30 de diciembre, sin embargo, el medio de comunicación, desde entonces, se ha mantenido inactivo luego de desvincular a la totalidad de sus trabajadores.